# Josef Schagerl junior

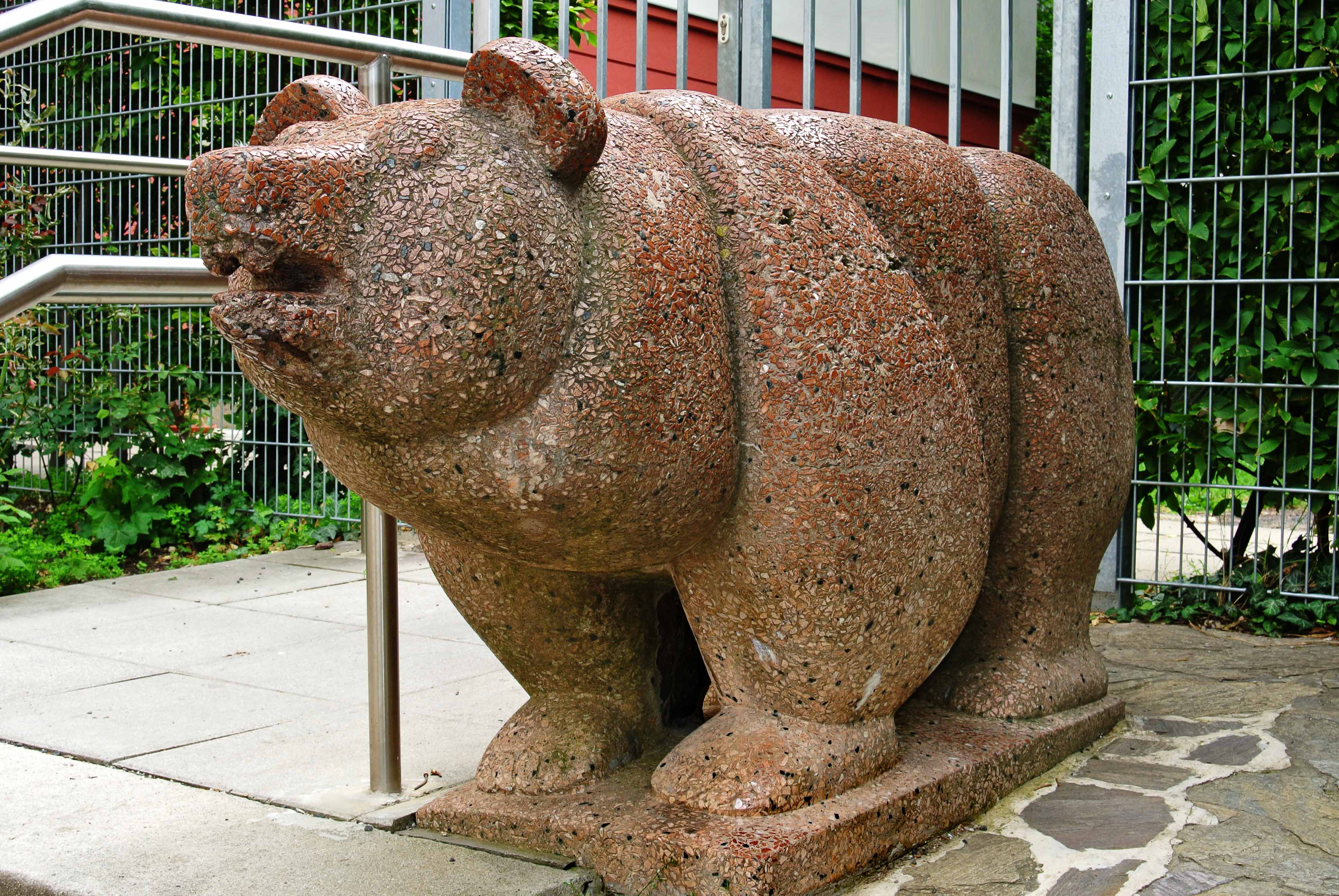
Bär. Kunststein 1953–1954. Plastik in Wien Landstraßer Hauptstraße – Neulinggasse (2013)

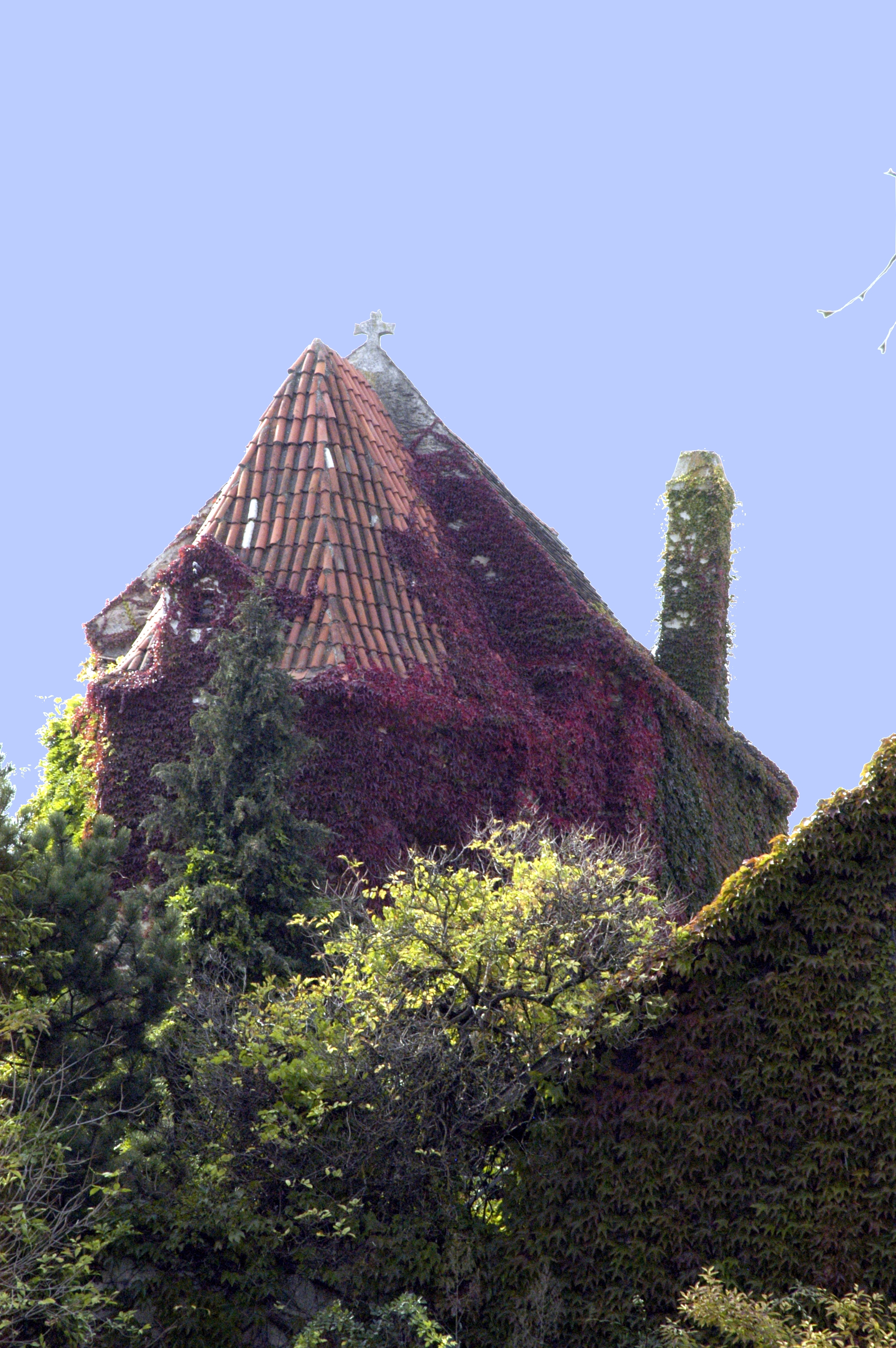
Kapelle in Rafing (2011)

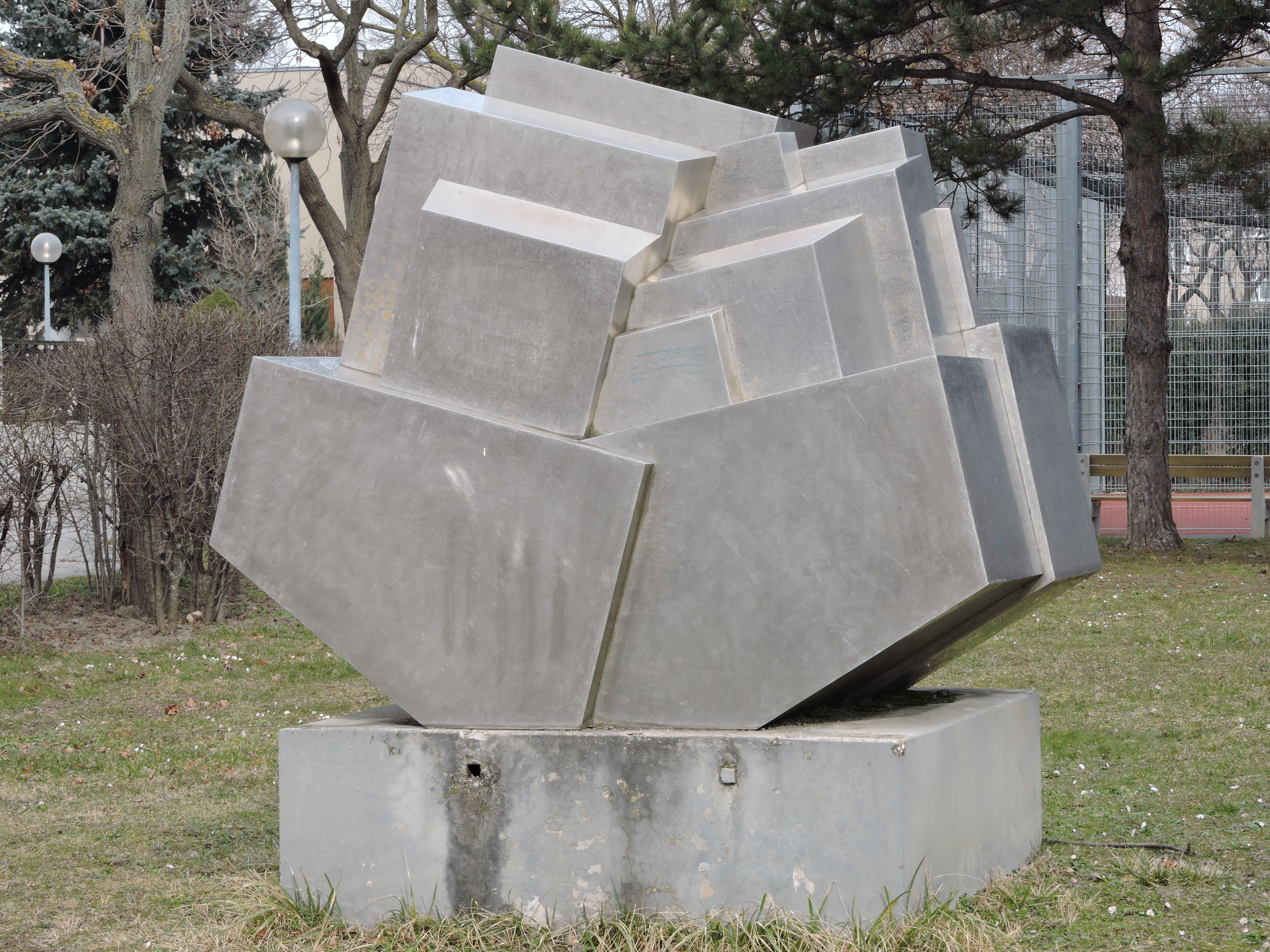
Konzentration II – Nirosta-Plastik (1985) – Eingangsachse des Ernst-Theumer-Hofs in der Gerasdorferstrasse in Wien 21.

Josef Schagerl junior (* 25. August 1923 in Fürteben bei Scheibbs; † 11. Dezember 2022) war ein österreichischer Bildhauer.

## Leben und Werk
Josef Schagerl wurde am 25. August 1923 als Sohn des gleichnamigen Bildhauers und Hausbesitzers (* 29. Jänner 1872 in Scheibbs; † 7. Februar 1953 ebenda) und dessen Ehefrau Rosa (geborene Haselsteiner; * 28. August 1889 in Ybbsitz; † 19. März 1968 in Scheibbs) im landwirtschaftlich geprägten Fürteben zwischen Gaming und Scheibbs geboren und am 27. August 1923 auf den Namen Josef getauft.
Nach der Tischlerlehre in den Jahren 1938 bis 1941 arbeitete er zunächst im Atelier seines Vaters. Noch im selben Jahr wurde er zum Kriegsdienst eingezogen und kehrte 1946 aus der Kriegsgefangenschaft zurück. Danach studierte er bis 1952 an der Akademie der bildenden Künste Wien, wo er mit dem Diplom als akademischer Bildhauer abschloss. Von 1951 bis 1964 arbeitete Schagerl am Wiederaufbau historischer Sehenswürdigkeiten in Wien mit, der Gloriette Schönbrunn, der Wiener Hofburg und dem Schloss Belvedere. 1962 gestaltete er einen Grabstein für das Grab Gustav Klimts in Hietzing.
Nachdem er seine künstlerische Tätigkeit aus gesundheitlichen Gründen in den 2010er Jahren eingestellt hatte, verfasste Josef Schagerl seine Autobiografie mit umfassendem Werkverzeichnis, das jedoch zeitlebens nicht mehr zur Veröffentlichung gelang. Eine Veröffentlichung war zum 100. Geburtstag des Künstlers im August 2023 geplant gewesen, dürfte jedoch ebenfalls nicht umgesetzt worden sein.
Als freischaffender Künstler entwarf er zahlreiche Werke im öffentlichen Raum: Von ihm stammen viele Kunst-am-Bau-Projekte.
- Von 1961 bis 1980 war er Mitglied der Künstlergruppe Der Kreis und von 1972 bis 1977 deren Präsident.
- Von 1964 bis 1973 war er Mitglied der Gruppe 64 NÖ und bis 1978 des Künstlerzentrums Schloss Parz in Oberösterreich.
- Im Jahr 1973 erwarb er die gotische Johanniskapelle in Rafing bei Pulkau, die zu einem Kulturzentrum ausgebaut wurde.
- Von 1990 bis 1996 war er Kursleiter für Gestalten in Metall für das Stift Geras.
- 1991 Workshop in Muskat, Wadi Al Kabirh (Sultanat Oman).

Schagerl nahm an zahlreichen Ausstellungen im In- und Ausland teil.

### Privates
Am 5. Mai 1953 heiratete Schagerl in erster Ehe standesamtlich in Wien-Brigittenau. Zehn Jahres später trat er mit 19. Dezember 1963 aus der katholischen Kirche aus.

## Auszeichnungen (Auswahl)
- 1951 Förderungspreis des französischen Hochkommissars Parisstipendium
- 1965 Preis der Theodor-Körner-Stiftung
- 1966 Förderpreis des Landes Niederösterreich
- 1967 Förderpreis der Stadt Wien
- 1968 Diplom und Silbermedaille der Biennale Rzeźby w Metalu Warszawa
- 1972 1. Wettbewerbspreis für künstlerische Innengestaltung und Sakralgegenstände in der Pfarrkirche Böhlerwerk, Ybbs in Niederösterreich
- 1973 Preis der Stadt Wien für Bildende Kunst für Bildhauerei
- 1976 Berufstitel Professor
- 1979 Kulturpreis des Landes Niederösterreich
- 1984 Ehrenmedaille der Bundeshauptstadt Wien in Silber
- 2000 Goldenes Ehrenzeichen für Verdienste um das Bundesland Niederösterreich

## Ausstellungen (Auswahl)
- 2013 Museum Niederösterreich Ausstellung zum 90. Geburtstag: Josef Schagerl – Poesie der Geometrie. 31. August bis 17. November 2013.[7]

## Publikationen (Auswahl)
- Das Werk des Bildhauers Josef Schagerl. Mit einem Essay von Kristian Sotriffer. Verlag Jugend & Volk mit Unterstützung vom Bundesministerium für Unterricht und Kunst, Wien 1994, ISBN 3-224-19488-X.
- Das Werk von Josef Schagerl. Herausgegeben von Carl Aigner mit Essays von Peter Marginter und Florian Steininger, Holzhausen, Wien 2004, ISBN 3-85493-088-7.